# 소다 마사히토

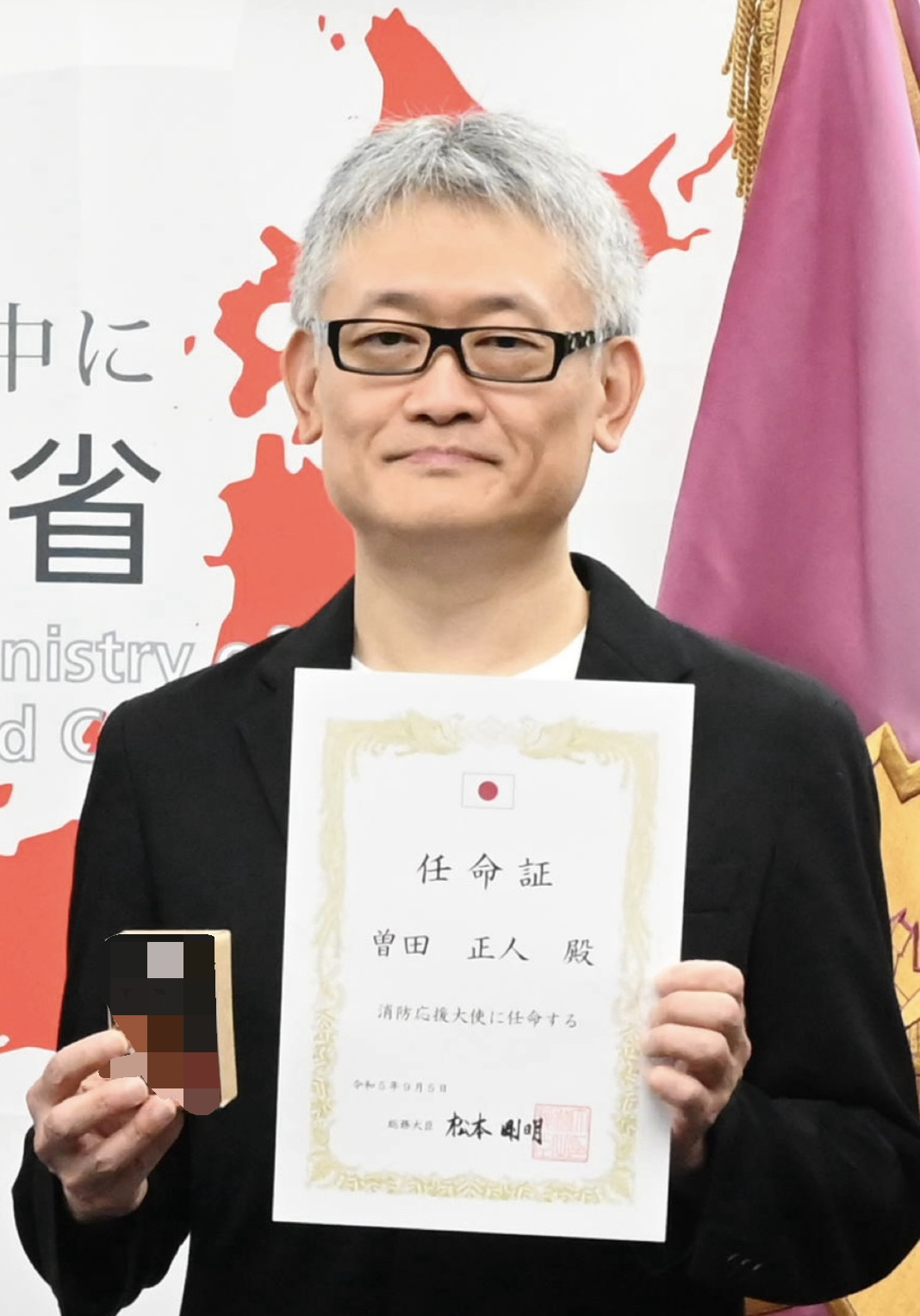
소다 마사히토

소다 마사히토(일본어: 曽田正人, そだ まさひと, 1968년 6월 18일 ~ )는 일본의 만화가이다. 도쿄 분쿄구 출신이다. 니혼 대학 예술학부 디자인학과 인더스트리얼 디자인 코스를 중퇴했다. 대표작으로 《출동 119 구조대》, 《스바루》, 《카페타》가 있다.
1990년 《매거진 SPECIAL》에 《GET ROCK》을 연재하면서 데뷔했다. 이후 고단샤, 아키타 쇼텐, 쇼가쿠칸 3사의 잡지에 만화를 연재해 오고 있다.
1997년 《출동 119 구조대》로 제42회 쇼가쿠칸 만화상을 받았다. 2005년에는 《카페타》로 제29회 고단샤 만화상을 받았다.

## 경력
- 1990년: 《GET ROCK》 연재 시작. 데뷔작.
- 1992년: 《스피드 도둑》 연재 시작.
- 1995년: 《스피드 도둑》 연재 종료, 《출동 119 구조대》 연재 시작.
- 1997년: 《출동 119 구조대》로 42회 쇼가쿠칸 만화상 수상.
- 1999년: 《출동 119 구조대》 연재 종료.
- 2000년: 《스바루》 연재 시작.
- 2002년: 《스바루》 연재 중단.
- 2003년: 《카페타》 연재 시작.
- 2005년: 《카페타》로 29회 고단샤 만화상 수상.
- 2007년: 《스바루》 연재 재개.

## 작품
괄호 안은 연재 기간, 잡지사, 게재 잡지임.
- GET ROCK (1990년, 고단샤, 매거진 SPECIAL)
- 스피드 도둑 (1992 ~ 1995년, 아키타 쇼텐, 주간 소년 챔피언)
- 출동 119 구조대 (1995 ~ 1999년, 쇼가쿠칸, 주간 소년 선데이)
- 스바루 (2000년 ~, 쇼가쿠칸, 빅 코믹 스피리츠)
- 카페타 (2003년 ~, 고단샤, 월간 소년 매거진)